# Do What You Want
Do What You Want es el segundo álbum de estudio de la banda neozelandésa Garageland, lanzado en 1999 por Flying Nun Records.

## Lista de canciones
1. "Love Song"
2. "Trashcans"
3. "You Will Never Cry Again"
4. "Not Empty"
5. "Kiss It All Goodbye"
6. "Good Luck"
7. "What You Gonna Do?"
8. "Get Even"
9. "Good Morning"
10. "Burning Bridges"
11. "Jean"
12. "Middle of the Evening"
13. "End of the Night"